# جنی تاپینگ
جنی تاپینگ (انگلیسی: Jenny Topping؛ زادهٔ ۳۰ مهٔ ۱۹۸۰) بازیکن سافت‌بال اهل ایالات متحده آمریکا بود.